# Phil Rudd
Phillip Hugh Norman Rudd (rozený Phillip Hugh Norman Witschke Rudzevecuis, 19. května 1954, Melbourne, Austrálie) je australský bubeník, člen australské hard rockové kapely AC/DC. Je německého, irského a litevského původu.
Členem AC/DC byl v letech 1975 až 1983, kdy byl z kapely vyhozen. Do kapely se pak vrátil v roce 1994 a působil v ní do konce roku 2014.
Po odchodu baskytaristy Marka Evanse je jediným členem AC/DC, který se narodil v Austrálii. V roce 2014 vydal své první sólové album Head Job. V listopadu 2014 byl obviněn z pokusu o zorganizování vraždy, ale byl propuštěn pro nedostatek důkazů. V platnosti však zůstalo jeho obvinění za vyhrožování smrtí a držení drog.
V roce 2020 se do kapely znovu vrátil a nahrál s ní album Power Up. V roce 2023 byl v kapele AC/DC z neznámých důvodů nahrazen. V listopadu 2023 Rudd nakonec oznámil, že jeho partnerka má rakovinu prsu IV. stádia. Prodává svoje osobní memorabilie, včetně bicích souprav, paliček a alb z renomovaných vystoupení, na podporu novozélandské nadace pro rakovinu prsu.
V dubnu 2025 oznámil, že se vrací na stage, aby 26. července 2025 zahrál 29 rockových písní po boku orchestru v Aucklandu.

## Vybavení

### Bicí souprava
Rudd je podporovatelem bicích Sonor které používá od roku 1978. Používá podpisový model řady SQ2.
Jeho velikosti bubnu jsou:
- 22x18 - Basový buben
- 13x13 - Tom
- 16x16 - Floor Tom
- 18x18 - Floor Tom
- 14x5 - Malý bubínek

### Bubenické blány
Rudd používá také Evans Drumheads.
Používané produkty:
- 22" Basový buben - Evans EQ4 clear/Remo Sonor logo
- 13" Tom - Evans G2 clear/Evans EC Resonant
- 16" Floor Tom - Evans G2 clear/Evans EC Resonant
- 18" Floor Tom - Evans G2 clear/ Evans EC Resonant
- 14" Snare - Evans EC Edge Control/Evans Hazy 300

### Činely
Rudd je podporovatelem činelů Paiste.
Sestava na koncertech:
- 14" Sound Formula Reflector Medium - Heavy Hi-Hat
- 19" 2002 Crash (4x)
- 20" 2002 Crash (3x)

Sestava ve studiu:
- 14" Sound Formula Reflector Medium - Heavy Hi-Hat
- 19" 2002 Crash
- 18" Signature Full Crash
- 20" 2002 Crash
- 19" 2002 Crash

### Paličky
Rudd je podporovatelem hliníkových paliček Ahead.
Má podpisový model paliček.
Parametry:
- Délka: 413 mm
- Průměr: 13,7 mm

## Alba

### AC/DC
| T.N.T. (Aus.)                      | Prosinec 1975 | Albert               |
| High Voltage                       | Září 1976     | Atlantic             |
| Dirty Deeds Done Dirt Cheap (Aus.) | Září 1976     | Albert               |
| Dirty Deeds Done Dirt Cheap        | Listopad 1976 | Atlantic             |
| Let There Be Rock (Aus.)           | Březen 1977   | Albert               |
| Let There Be Rock                  | Červen 1977   | Atlantic             |
| Powerage                           | Květen 1978   | Atlantic             |
| Highway to Hell                    | Červenec 1979 | Atlantic             |
| If You Want Blood                  | Červen 1978   | Atlantic, ATCO, Epic |
| Back in Black                      | Červenec 1980 | Atlantic             |
| Ballbreaker                        | Září 1995     | Elektra              |
| Volts                              | Listopad 1997 | East West            |
| Stiff Upper Lip                    | Únor 2000     | EMI                  |
| Black Ice                          | Říjen 2008    | Sony                 |
| Rock or Bust                       | Prosinec 2014 | Sony                 |
| Power Up                           | Listopad 2020 | Sony                 |

### Phil Rudd
| Head Job | Srpen 2014 | Universal |